# حسين أباد (بجستان)
حسین أباد (بالفارسية: حسین‌آباد) هي قرية تقع في إيران في قسم بجستان الريفي. يقدر عدد سكانها بـ 48 نسمة .